# Francesco Carelli
Francesco Carelli (1758 – 1832) est un historien de l'art italien, numismate, archéologue spécialiste de l'Antiquité et des Étrusques.

## Biographie
Francesco Carelli est un historien de l'art, spécialiste de l'Antiquité, en particulier de la numismatique.
Il est l'auteur de : « Dissertazione sul origine dell’architectura sacra », publié à Naples en 1831.
Son œuvre la plus connue est « Nummorum veterum Italiae, quos ipse collegit, et ordine geographico disposuit descriptio » publiée à Naples en 1812. Le texte a été réédité en 1850 à Lipsia avec 102 tables réalisées par Celestino Cavedoni, un abbé de Modène (Francisci Carellii Nvmorvm Italiae Veteris Tabvlas CCII).
En 1812 il fut nommé administrateur de l'Observatoire astronomique de Capodimonte.
En 1813 il fit partie de la commission nommée par le ministre de l'intérieur Giuseppe Zurlo afin d'établir le règlement sur les fouilles archéologiques de Pompéi.

## Monnaies étrusques
Francesco Carelli a catalogué correctement les monnaies de Populonia mais a attribué celles en bronze de Vetulonia à la ville de Télamon.

## Ouvrages
- Nummorum veterum Italiae, quos ipse collegit, et ordine geographico disposuit descriptio. Neapolis 1812
- Francisci Carellii Nvmorvm Italiae Veteris Tabvlas CCII. Lipsiae 1850
- Elogio di Gabriello Lancelotto Castello Principe di Torremuzza, Recitato nell'accad. del buon gusto da Francesco Carelli. in on. de Gabriele Lancilotto-Castello (1727-1794). Palerme, 1794[3]

## Source
- (it) Cet article est partiellement ou en totalité issu de l’article de Wikipédia en italien intitulé « Francesco Carelli » (voir la liste des auteurs).